# Always the Pretenders
Always the Pretenders è il singolo degli Europe pubblicato l'11 ottobre 2006, che anticipa l'uscita del settimo album Secret Society.

## Il disco
La traccia è stata scritta dal cantante Joey Tempest e dal bassista John Levén. Joey ha avuto l'ispirazione da una chiamata ricevuta l'11 settembre del 2001.
La canzone si rivela una traccia molto dura, anche se conserva una certa sonorità che contraddistingue il gruppo svedese, il quale già dal precedente lavoro ha abbandonato il glam metal per una produzione più heavy che trova conferma in questa produzione.
Il MAXI-CD ha due versioni di Always the Pretenders, e due tracce live: Flames dal precedente album e Superstitious, dall'album Out of This World. Il singolo sì è piazzato subito alla seconda posizione nelle classifiche svedesi, ma ha avuto un veloce declino a causa del video della canzone che è stato mostrato solamente il 23 novembre sul sito ufficiale.
Always the Pretenders è il primo singolo che mostra il nuovo logo della band.

## Tracce
1. Always the Pretenders [Radio Edit]
2. Always the Pretenders [Album Version]
3. Flames [Live a BBKings N.Y.]
4. Superstitious [Live a BBKings N.Y.]

## Formazione
- Joey Tempest - voce
- John Norum - chitarre
- John Levén - basso
- Mic Michaeli - tastiere
- Ian Haugland - percussioni